# Anne Ratte-Polle

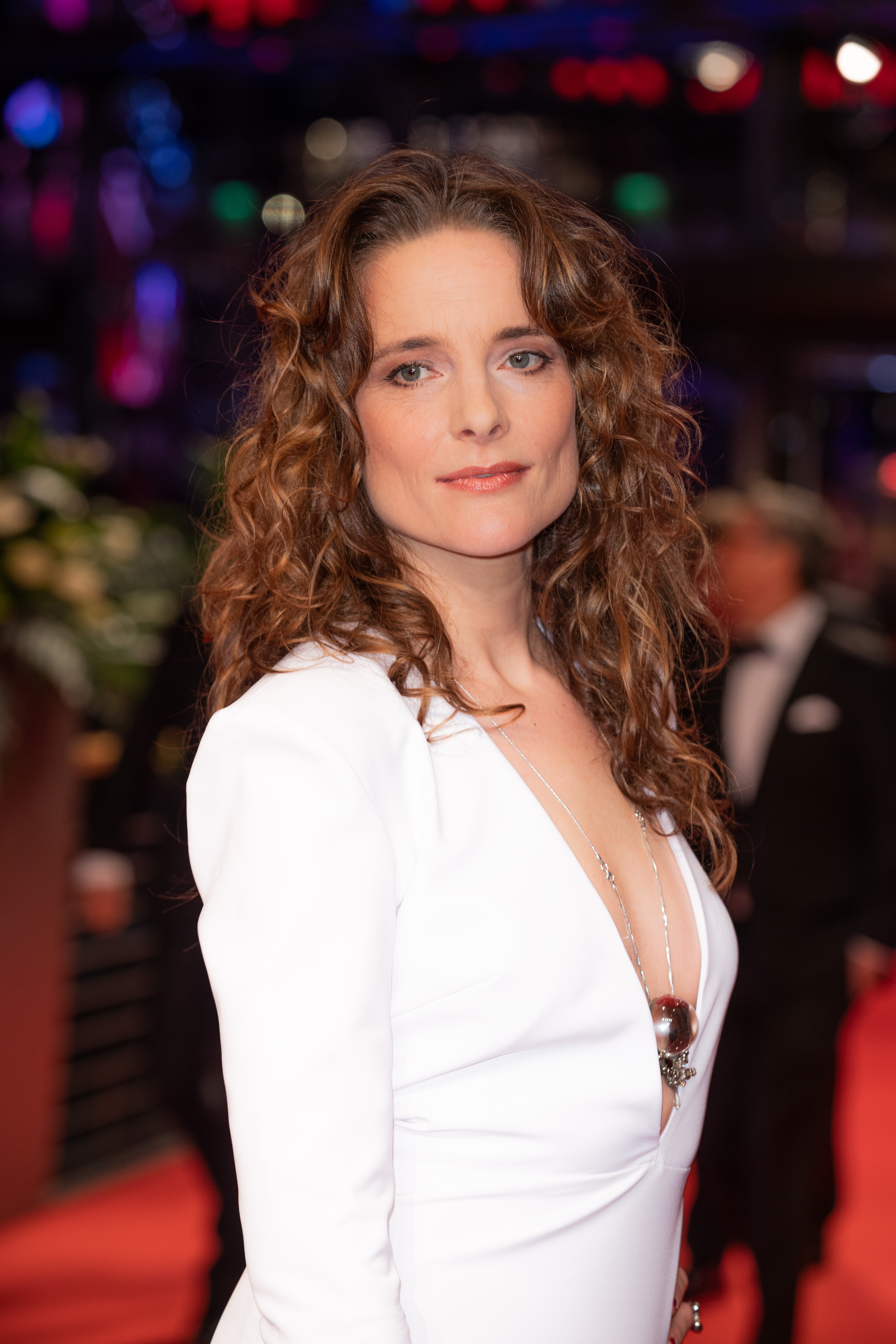
Anne Ratte-Polle, 2020

Anne Ratte-Polle (* 2. Februar 1974 in Cloppenburg) ist eine deutsche Schauspielerin.

## Wirken
Anne Ratte-Polle studierte zunächst an der Westfälischen Wilhelms-Universität in Münster, bevor sie sich für eine Schauspielausbildung (von 1996 bis 2000) an der Hochschule für Musik und Theater Rostock  entschied. Hier erhielt sie beim Theatertreffen deutschsprachiger Schauspielstudierender im Jahr 1999 einen Solo-Darstellerpreis. Ihr erstes Engagement führte sie von 1999 bis 2002 an das Staatstheater Cottbus, wo sie die Titelrollen in den Inszenierungen Effi Briest und Die Marquise von O. spielte. Für beide Rollenporträts erhielt sie im Jahr 2001 den Förderpreis für darstellende Kunst des Landes Brandenburg. Noch während ihres Festengagements in Cottbus gastierte sie 2002 an der Volksbühne Berlin und am Düsseldorfer Schauspielhaus.
2002 ging Anne Ratte-Polle ans Schauspiel Hannover, wo sie in Neil LaButes Beziehungsdrama Das Maß der Dinge, in Andreas Kriegenburgs Houellebecq-Adaption Plattform und in Igor Bauersimas Deutung von Dantons Tod als St. Just auftrat. Eine Doppelrolle als Lady Macbeth und Lady Macduff übernahm sie in Shakespeares Macbeth. Überdies war sie in zwei Inszenierungen von Sebastian Nübling zu sehen: in der Titelrolle von Mamma Medea und als Gräfin Olivia in Shakespeares Was ihr wollt. Des Weiteren spielte sie Maggie in Christina Paulhofers Inszenierung Die Katze auf dem heißen Blechdach und begann ihre Arbeit mit René Pollesch in Menschen im Etui, die sie später an der Volksbühne Berlin fortsetzte.
Seit 2005 lebt und arbeitet Anne Ratte-Polle in Berlin. Hier spielte sie zunächst am Deutschen Theater in Jon Fosses Heiß und in Kleists Amphitryon, der auf den Salzburger Festspielen 2006 präsentiert wurde. Arbeiten am Maxim-Gorki-Theater und an der Volksbühne Berlin folgten. Hier setzte sie 2006 ihre Arbeit mit René Pollesch in Strepitolino i givanotti disgratiati fort, gehörte von 2010 bis 2013 zum festen Ensemble der Volksbühne Berlin. Sie spielte unter anderem in Frank Castorfs Amanullah Amanullah und Ozean, in Dimiter Gotscheffs Filmadaptionen Das große Fressen und Die Chinesin und als Antigoné in Werner Schroeters Antigoné/Elektra. Mit der Produktion Murmel Murmel von Dieter Roth in der Inszenierung von Herbert Fritsch feierte sie hier im Jahr 2012 Premiere. Die Produktion wurde nach dem Ende der Intendanz Castorf vom Schauspielhaus Bochum übernommen, wo man Anne Ratte-Polle bis heute murmelnd hören und sehen kann.
Seit 2013 arbeitet Anne Ratte-Polle als freischaffende Schauspielerin. Sie spielte seitdem in verschiedensten Inszenierungen am Schauspielhaus Zürich, ebenso am Opernhaus Zürich, am Berliner Ensemble, an den Kammerspielen München sowie zuletzt, im Jahr 2019, erstmals wieder an der Volksbühne Berlin, in  Der Palast in der Regie von Constanza Macras.
Neben ihrer Theaterarbeit ist Anne Ratte-Polle für Kino und Fernsehen tätig; seit 2004 ist sie wiederkehrend in Kinofilmen der Berlinale zu sehen, angefangen mit Romuald Karmakars Die Nacht singt ihre Lieder (2004) und Andreas Dresens Willenbrock (2005). Es folgten u. a. die Filme Shahada (2010) von Burhan Qurbani, 2013 Halbschatten von Nicolas Wackerbarth und 2015 die Titelrollen in Wanja, Regie Carolina Hellsgård, und Sibylle, Regie Michael Krummenacher. Für Sibylle gewann Anne Ratte-Polle 2015 den Preis Best Actor in a female role auf dem Dark Frame Film Festival in Santa Fé.
2020 erhielt Ratte-Polle für ihre Hauptrolle in Ilker Çataks Beziehungsdrama Es gilt das gesprochene Wort (2019) eine Nominierung für den Deutschen Filmpreis. Bereits zuvor hatte sie für ihre Leistung den Bayerischen Filmpreis erhalten.
Sie ist seit 2005 Mitglied der Deutschen Filmakademie.

## Filmografie (Auswahl)

### Kino
- 2001: Emil und die Detektive
- 2001: Julietta (Regie: Christoph Stark)
- 2002: Ein Abend für Dora (Kurzfilm, Regie: Sören Senn)
- 2004: Die Nacht singt ihre Lieder
- 2005: Willenbrock
- 2007: Gegenüber
- 2007: Illusion (Kurzfilm; Regie: Burhan Qurbani)
- 2009: UmdeinLeben (Regie: Gesine Danquart)
- 2010: Shahada
- 2012: Die feinen Unterschiede (Regie: Sylvie Michel)
- 2012: Die Welt danach (Kurzfilm)
- 2013: Halbschatten
- 2013: Dirty Young Loose (Ung Løs Gris; Regie: Lene Berg)
- 2015: Wanja (Regie: Carolina Hellsgård)
- 2015: Sibylle
- 2016: Die Hannas
- 2016: Continuity
- 2019: Der Geburtstag (Regie: Carlos Morelli)
- 2019: Es gilt das gesprochene Wort
- 2020: Undine
- 2021: Träume sind wie wilde Tiger
- 2022: That Kind of Summer (Un été comme ça)
- 2022: Alle wollen geliebt werden
- 2022: Transient Witness (Regie: Assaf Gruber)
- 2023: Black Box (Regie: Aslı Özge)
- 2024: Bad Director
- 2024: Blindgänger

### Fernsehen
- 2000: Stunde des Wolfs (Regie: Hermine Huntgeburth)
- 2000: Dr. Sommerfeld – Neues vom Bülowbogen (Fernsehserie, Folge Abgerutscht)
- 2000: Polizeiruf 110: Tote erben nicht (Fernsehreihe)
- 2001: Das verflixte 17. Jahr (Regie: Hermine Huntgeburth)
- 2003: Doppelter Einsatz (Fernsehserie, Folge Einer stirbt immer)
- 2003: Polizeiruf 110: Verloren
- 2003, 2014: Großstadtrevier (Fernsehserie, verschiedene Rollen, 2 Folgen)
- 2006: Auf Nummer sicher?
- 2008: Im Namen des Gesetzes (Fernsehserie, Folge Unglaubwürdig)
- 2008: Schimanski: Schicht im Schacht (Fernsehreihe)
- 2009: Tatort: … es wird Trauer sein und Schmerz
- 2010: Spreewaldkrimi: Der Tote im Spreewald (Fernsehreihe)
- 2012: Ein Fall für zwei (Fernsehserie, Folge Liebesblind)
- 2013: Tatort: Die Wahrheit stirbt zuerst
- 2013: Kommissarin Lucas – Bittere Pillen (Fernsehreihe)
- 2014: Kommissarin Heller: Tod am Weiher (Fernsehreihe)
- 2016: Tatort: Hundstage
- 2016: Tatort: Narben
- 2016: Ein starkes Team: Tödliche Botschaft (Fernsehreihe)
- 2017–2020: Dark (Fernsehserie, 9 Folgen)
- 2017: Detour (Fernsehfilm)
- 2018: Letzte Spur Berlin (Fernsehserie, Folge Schutzengel)
- 2018: Der Kriminalist (Fernsehserie, Folge Fenster zum Hof)
- 2019: Todesengel (Regie: Jakob Ziemnicki)
- 2020: Schatten der Mörder – Shadowplay (Fernsehserie, 8 Folgen)
- 2020: Tatort: Die Ferien des Monsieur Murot
- 2021: Ferdinand von Schirach: Feinde
- 2021: Sörensen hat Angst
- 2021: Marie Brand und die Leichen im Keller (Fernsehreihe)
- 2021: Tatort: Masken
- 2021: Tatort: Alles kommt zurück
- 2022: Kalt (Fernsehfilm)
- 2022: Funeral for a Dog (Fernsehserie, 8 Folgen)
- 2023: Zwei Seiten des Abgrunds (Two Sides of the Abyss, Fernsehserie, 5 Folgen)
- 2023: Browser Ballett – Satire in Serie  (Fernsehserie, Folge Fire for Future – Das Demo-Desaster)
- 2023: Jenseits der Spree (Fernsehserie, Folge In den Flammen)
- 2023: Mein Falke
- 2023: German Genius (Fernsehserie)
- 2024: Love Sucks (Fernsehserie, 7 Folgen)
- 2024: Deadlines  (Fernsehserie, 4 Folgen)

## Theater (Auswahl)
- 1999: Fiesco; Regie: Alejandro Quintana; Staatstheater Cottbus
- 2000: Effi Briest; Regie: Christoph Schroth; Staatstheater Cottbus
- 2001: Die Marquise von O.; Regie: Christoph Schroth; Staatstheater Cottbus
- 2002: Der geteilte Himmel; Regie: Sebastian Hartmann; Volksbühne Berlin
- 2002: Vor Sonnenuntergang; Regie: Christoph Schroth; Staatstheater Cottbus
- 2002: Geschichten aus dem Wiener Wald; Regie: Peter Wittenberg; Düsseldorfer Schauspielhaus
- 2002: Das Maß der Dinge; Regie: Elias Perrig; Schauspiel Hannover
- 2003: Mamma Medea; Regie: Sebastian Nübling; Schauspiel Hannover
- 2003: Plattform; Regie: Andreas Kriegenburg; Schauspiel Hannover
- 2003: Dantons Tod; Regie: Igor Bauersima; Schauspiel Hannover
- 2003: Die fünf Goldringe; Regie: Christina Paulhofer; Schauspiel Hannover
- 2004: Was ihr wollt; Regie: Sebastian Nübling; Schauspiel Hannover
- 2004: Die Katze auf dem heißen Blechdach; Regie: Christina Paulhofer; Schauspiel Hannover
- 2004: Macbeth; Regie: Krystof Warlikowski; Schauspiel Hannover
- 2005: Menschen im Etui; Regie: René Pollesch; Schauspiel Hannover
- 2005: Heiß; Regie: Jan Bosse; Deutsches Theater Berlin
- 2005: Amphitryon; Regie: Stefan Bachmann; Deutsches Theater Berlin
- 2006: Strepitolino i givanotti disgratiati; Regie: René Pollesch; Volksbühne Berlin
- 2006: Das große Fressen; Regie: Dimiter Gotscheff; Volksbühne Berlin
- 2007: Corpus Delicti; Regie: Anja Gronau; Ruhrtriennale
- 2007: Miss Sara Sampson; Regie: Barbara Weber; Maxim-Gorki-Theater Berlin
- 2008: Die Lears; Regie: Barbara Weber; Wiener Festwochen, Hebbel-Theater Berlin, Theater am Neumarkt Zürich
- 2008: Der Menschenfeind; Regie: Wilfried Minks; Schauspiel Hannover
- 2009: Die göttliche Komödie; Regie: Christian Pade; Schauspiel Hannover
- 2009: Amanullah Amanullah; Regie: Frank Castorf; Volksbühne Berlin
- 2009: Antigoné/Elektra; Regie: Werner Schroeter; Volksbühne Berlin
- 2009: Gute Nacht du falsche Welt; Regie: Gero Troike; Volksbühne Berlin
- 2010: Ozean; Regie: Frank Castorf; Volksbühne Berlin
- 2010: Die Chinesin; Regie: Dimiter Gotscheff; Volksbühne Berlin
- 2010: 1-2-3 Berlin; Regie: Wojtek Klemm; Volksbühne Berlin
- 2010: Ich hab die Nase voll. Ein Entzug mit Christiane F. und Wladimir Majakowski; Regie: Andreas Schimmelbusch; Volksbühne Berlin
- 2011: Diamanten sind Kohle auf Arbeit; Regie: Wojtek Klemm; Volksbühne Berlin
- 2011: Apokalypso in A-Müll; Regie: Mex Schlüpfer; Volksbühne Berlin
- 2012: Murmel Murmel; Regie: Herbert Fritsch; Volksbühne Berlin
- 2012: Unendlicher Spaß – 24 Stunden durch den utopischen Westen; Regie: Anna Viebrock, Anna-Sophie Mahler; Hebbel-Theater Berlin
- 2013: Arm und Reich – Rechne; Regie: Sebastian Nübling; Schauspielhaus Zürich
- 2014: Born Rich; Monolog; Regie: Maria Magdalena Ludewig; Kampnagel Hamburg
- 2014: Schuld und Sühne; Regie: Sebastian Baumgarten; Schauspielhaus Zürich
- 2014: Diener zweier Herren; Regie: Barbara Frey; Schauspielhaus Zürich
- 2015: Der diskrete Charme der Bourgeoisie; Regie: Sebastian Nübling; Schauspielhaus Zürich
- 2016: Hamletmaschine, Rolle: Hamlet 2, Regie: Sebastian Baumgarten, Opernhaus Zürich
- 2016: Wer hat Angst vor Hugo Wolf, Regie: Herbert Fritsch, Schauspielhaus Zürich
- 2017: Grimmige Märchen, Rolle: Rotkäppchen, Regie: Herbert Fritsch, Schauspielhaus Zürich
- 2017: Nichts von mir, Rolle: Ich, Regie : Mateja Koleznik, Berliner Ensemble
- 2018: Jedem das Seine, Rolle: Donald Trump, Regie: Marta Górnicka, Münchner Kammerspiele
- 2019: Der Palast, Regie: Constanza Macras, Volksbühne Berlin

## Hörspiele (Auswahl)
- 2005: Sprecherin im Film: Die Philosophie bin ich von Quinka Stoehr
- 2006: Sprecherin im Dokumentarfilm: Nietzsche – Regie: Sven Düfer
- 2009: Hölderlin: Antigone, Regie: Brigitte Witzenhausen
- 2009: Romuald Karmakar, (Dirk Laabs): Nun hören Sie doch mal auf zu grinsen – Regie: Romuald Karmakar (BR)
- 2011: Wie man sich polstert, so liest man (RBB)
- 2011: Christoph Spittler: Radiofeature – Die Pickup-Artists – Regie: Philippe Brühl (Deutschlandradio)
- 2012: David Zane Mairowitz: Marlov – Rückkehr nach Irkutsk – Regie: Jörg Schlüter (WDR)
- 2012: Judith Ruyters: Geh spielen! – Regie: Thomas Werner, Nike Zafiris (WDR)
- 2013: Michael Farin: Cookie Müller. Sieben Takes aus ihrem Leben (WDR)
- 2013: Annika Reich: 34 Meter über dem Meer – Regie: Petra Feldhoff (WDR)
- 2013: Feature – Hörstück Nr.5 Freiheit (Deutschlandradio)
- 2013: Sarah Khan: Die Gespenster von Berlin (Sarah) – Regie: Clemens Schönborn (RBB)
- 2013: Emil M. Cioran: Vom Nachteil geboren zu sein – Regie: Kai Grehn (SWR)
- 2014: Sprecherin in Dokumentarfilm: Spieler – Regie: Katharina Copony (ZDF/3Sat)
- 2014: Michael Farin: Polka Hurricane Drogenkriegstanz – Regie: Michael Farin, Zeitblom (WDR 1Live)
- 2014: Katja Röder: Radio-Tatort – Grauzone – Regie: Mark Ginzler (SWR)
- 2014: Serena Dandini: Tödlich verletzt – Regie: Thomas Leutzbach (WDR)
- 2014: Andreas Götz, Lisa-Marie Dickreiter: Lost in Navigation – Regie: Mark Ginzler
- 2015: Walter Serner: Die Tigerin – Regie: Leopold von Verschuer (BR)
- 2015: Gerhard Meister: Im bewohnten Gebiet der Schädelhöhle – Regie: Erik Altorfer (SWR)
- 2016: Friedemann Schulz: Radio-Tatort – Die Liebe einer Leihmutter – Regie: Thomas Wolfertz (HR)
- 2016: Patrick Findeis: Metamorphosen. Aus dem Leben der Maria Sibylla Merian, Rolle: Maria Sibylla Merian – Regie: Kai Grehn (SWR)
- 2016: Dirk Schmidt: Radio-Tatort – Ausgelöst – Regie: Claudia Johanna Leist (WDR)
- 2016: Anouschka Trocker, Kristen Le Pollotec, Marie Chartron: Ma ville aprés – Paris danach – Regie: Anouschka Trocker (RBB)
- 2017: Chris Ohnemus: Diensterklärung, Rolle: Ich-Erzählerin – Regie: Martin Zylka (SR)
- 2017: Tom Saller: Wenn Martha tanzt, Rolle: Martha – Regie: Joachim Schönfeld, Hörbuch Hamburg HHV GmbH
- 2018: Sonya Schönberger: André Müller – Featureproduktion, Regie: Sonya Schönberger, Norbert Lang, Deutschlandfunk Kultur
- 2018: Georg Klein: Bloß keine Angst, Rolle: Felicitas – Regie: Jochen Langner, Deutschlandfunk Hörspiel Hintergrund Kultura
- 2018: Jean-Michel Räder: Gehen oder der zweite April, Rolle: Anna – Regie: Anouschka Trocker
- 2019: Kathrin Röggla: Geschäftsführersitzung, Rolle: Frau Stelleis – Regie: Oliver Sturm, Bayerischer Rundfunk
- 2021 Joachim B. Schmidt: Kahlmann, Rolle: Birna, Regie: Wolfgang Seesko
- 2021: Gesine Danquart: The Blondproject
- 2023: B.Wells: Hard Land
- 2024: Sophie Sumburane: "Worüber man nicht spricht", Rolle: Erzählerin – Regie: Kirstin Petri; SWR Kultur

## Auszeichnungen
- 1999: Darstellerpreis (Solo) beim Schauspielschultreffen in Rostock[7]
- 2001: Förderpreis für Darstellende Kunst des Landes Brandenburg für Effi Briest und Die Marquise von O.
- 2003: Nominierung für den Deutschen Fernsehpreis in der Kategorie Beste Schauspielerin Nebenrolle für Doppelter Einsatz: Einer stirbt immer
- 2004: Nominierung für den Undine Award (internationaler Preis für Nachwuchsschauspieler) als beste jugendliche Hauptdarstellerin in einem Kinofilm für Die Nacht singt ihre Lieder
- 2014: Nominierung für den Jupiter Award in der Kategorie Beste deutsche Darstellerin für Halbschatten
- 2015: Gewinnerin Best Actor in a female role für Sibylle, Dark Frame Film Festival Santa Fe
- 2020: Bayerischer Filmpreis als beste Darstellerin in Es gilt das gesprochene Wort
- 2020: Nominierung für den Deutschen Filmpreis in der Kategorie Beste weibliche Hauptrolle für Es gilt das gesprochene Wort
- 2022: Festival des deutschen Films Preis für Schauspielkunst